# A Bullet for Pretty Boy
A Bullet for Pretty Boy ist eine 2006 gegründete Metalcore-Band aus Dallas, Texas, Vereinigte Staaten.
Die Band stand zwischenzeitlich bei Artery Recordings unter Vertrag und veröffentlichte eine EP sowie zwei Studioalben. Die Gruppe tourte bisher mit Gruppen wie Pierce the Veil, The Chariot, Asking Alexandria, From First to Last, Our Last Night und We Came as Romans.

## Geschichte
A Bullet for Pretty Boy wurde 2006 in Dallas, Texas gegründet und besteht zurzeit aus Danan Saylor (Gesang), Joshua Modisette (Keyboard) und Christian Johnston (E-Gitarre). Ehemalige Mitglieder sind Brian Bingham (E-Bass), Taylor Kimball (Schlagzeug), Josh Trammel (Schlagzeug) und Derrick Sechrist (E-Gitarre). Letzterer spielt auch bei The Plot in You.
Am 8. April 2009 erschien die EP Beauty in the Eyes of the Beholder, die in Eigenregie finanziert und veröffentlicht wurde. Das amerikanische Label Artery Recordings nahm die Gruppe unter Vertrag. Mit Produzent Cameron Mizell nahm die Band das Album Revision:Revise auf, welches über das Label erschien. Am 31. Juli 2012 brachte die Gruppe das zweite und bisher letzte Album Symbiosis heraus. Es wurde von Chris Harris produziert und erschien ebenfalls über Artery Recordings.
Auf der Welcome to the Circus Tour spielte die Gruppe zwischen dem 8. Mai und 9. Juni 2010 mit Asking Alexandria, We Came as Romans, From First to Last und Our Last Night. Vom 7. bis zum 25. Januar 2011 spielte A Bullet for Pretty Boy als Vorband für Silverstein. Begleitet wurde die Winterizer Tour außerdem von Pierce the Veil, The Chariot und Miss May I. Seit 2012 ist es ruhig um die Band.

## Diskografie

### EPs
- 2009: Beauty in the Eyes of the Beholder

### Alben
- 2010: Revision:Revise (Artery Recordings)
- 2012: Symbiosis (Artery Recordings)